# Malka Mai
Malka Mai ist ein Jugendroman von Mirjam Pressler.

## Überblick
Das Buch Malka Mai erzählt die Geschichte eines jüdischen Mädchens, ihrer Mutter und ihrer älteren Schwester im Zweiten Weltkrieg. In dem Roman stellt die Autorin die Angst, das Leid und oft auch die ausgelöschte Hoffnung einer jüdischen Familie dar.
Der Roman beruht auf den Erinnerungen der realen Malka Mai, die damals mit ihrer Familie nach Israel auswanderte. Malka Mai erschien im Jahre 2001 im Beltz & Gelberg Verlag, die Neuauflage erschien 2004 in Weinheim/Basel.
Der Roman wurde ins Französische, Spanische, Ungarische, Englische, Italienische und ins Niederländische übersetzt. Zudem erschien ein Hörbuch, gelesen von Eva Gosciejewicz (Regie: Ursula Honisch) Malka Mai wird häufig in weiterführenden Schulen in den Klassen 6–10 als Lektüre verwendet und in den Unterricht mit einbezogen.

## Inhalt
Im September 1943 lebt die jüdische Ärztin Hanna Mai mit ihren beiden Töchtern, der 16-jährigen Minna und der 7-jährigen Malka, in Ławoczne, einem Ort in dem von Deutschen besetzten Polen nahe der ungarischen Grenze. Ihr Ehemann ist bereits nach Erez Israel ausgewandert, doch Hanna Mai wiegt sich durch ihren Beruf als Ärztin noch in Sicherheit, bis sie feststellt, dass die Deutschen auch für sie und besonders für ihre Töchter eine Gefahr sein könnten. In letzter Minute flieht sie mit ihnen nach Ungarn mit dem Ziel, zu ihrem Ehemann zu gelangen. Doch schon in Pilipiec erkrankt Malka an hohem Fieber und Hanna entschließt sich, schweren Herzens Malka bei dem Müller Kopolowici zurückzulassen. In Munkatsch würde Kopolowici Malka dann wieder zu ihrer Mutter und Schwester bringen. Doch aus Angst, von Deutschen verdächtigt und deportiert zu werden, setzt Kopolowici Malka auf die Straße. Dort rettet sie der polnische Gendarm Zygmunt vor der Deportation und bringt sie zu seiner Frau Teresa. Teresa ist für Malka der letzte Lichtblick in dieser grauen Zeit.
Doch durch die Deutschen wäre Malka eine Gefahr für Teresas jüngsten Sohn Antek, der eine Behinderung hat und daher von dem Euthanasie-Programm der Nazis bedroht ist. Malka wird ins Ghetto von Skole (damals im besetzten Polen) gebracht. Nach einer Aktion der Deutschen lebt sie kurze Zeit bei einer netten, älteren Frau, die sie jedoch bald verlassen muss, da sie sonst von den Deutschen entdeckt werden könnte. Im Ghetto übersteht sie Hunger und Kälte und distanziert sich von ihrer Mutter. Malka wird jedoch nach einem sehr strengen Winter krank und steigt im Fieberwahn in einen Zug ein, wird von Deutschen entdeckt und in ein jüdisches Krankenhaus gebracht, wo man feststellt, dass Malka Typhus hat. In dem jüdischen Krankenhaus geht es ihr nach einiger Zeit wieder gut, sie bekommt warmes Essen und hat ein Dach über dem Kopf.
Als Hanna und Minna Mai dann mit einer Flüchtlingsgruppe in Munkatsch ankommen, bemerken sie, dass Malka nie angekommen ist und auch nie in Munkatsch ankommen wird. So beschließt Hanna, nach Malka zu suchen. Hanna geht den weiten Weg wieder zurück nach Lawoczne, um dort Teresa zu treffen. Babka Angeta, Teresas Mutter, reist nach Ungarn und bringt Malka zu ihrer Mutter. Doch das Wiedersehen im März 1944 misslingt, da Malka ihre Mutter zurückweist und nur noch zu Teresa will.

## Auszeichnungen
Malka Mai gelangte auf die Bestenliste für Kinder- und Jugendliteratur Die besten 7, bekam den Luchs 2001 und kam in die Bestenliste von Radio Bremen. Auch wurde Mirjam Presslers Roman mit der Eule des Monats Mai 2001, dem Deutschen Bücherpreis 2002, dem katholischen Kinder- und Jugendroman 2002 sowie dem Zürcher Jugendbuchpreis La vache qui lit 2001 ausgezeichnet und war für den Deutschen Jugendliteraturpreis 2002 nominiert.

## Bearbeitungen
Im Jahr 2024 wurde an den Landesbühnen Sachsen die Jugendoper „Malka Mai“ von Christoph Breidler uraufgeführt.

## Rezensionen
- Véronique Thiel schreibt auf der Seite der FH-Köln, Institut für Informationswissenschaften unter anderem: „Insgesamt ist der Text einfach und gut verständlich geschrieben.... Der Autorin ist mit Malka Mai eine unter die Haut gehende Schilderung eines Kinderschicksals im Zweiten Weltkrieg gelungen. Auch das Happyend kann nicht über die Grausamkeit des Erlebten hinwegtäuschen. Malka ist dadurch weit vor der Zeit erwachsen gemacht worden.“[6]
- Christine Tresch schreibt am Schweizerischen Institut für Kinder- und Jugendmedien dazu: „Mirjam Pressler erzählt ihr Leben wahrheitsgemäß nach. Sie tut dies abwechselnd aus der Perspektive von Malka und ihrer Mutter und lässt so die Abgründe aufscheinen, die sich zwischen den beiden in der Zeit ihrer Trennung aufgetan haben. Ein ergreifendes Buch über ein Mädchen, das sich das Kindsein austreiben musste, um überleben zu können.“[7]